# Andrea Venzon
Andrea Venzon (Milano, 8 gennaio 1992) è un politico italiano.
Nel 2017, a seguito dell'uscita del Regno Unito dall'Unione europea, ha fondato Volt Europa insieme alla francese Colombe Cahen-Salvador e al tedesco Damian Boeselager. A seguito delle europee del 2019, però, sia Venzon sia la Cahen-Salvador hanno abbandonato il progetto di costruzione di un «partito paneuropeo» per dedicarsi ad un altro tipo di attivismo. Nel 2020 i due hanno fondato Atlas, un «movimento globale».

## Biografia
Andrea Venzon è nato a Milano da una famiglia di origine veneta; suo padre lavorava in banca mentre la madre era imprenditrice. Laureato alla Università Bocconi, con specializzazione alla London Business School, ha lavorato due anni come consulente alla McKinsey. Ha poi deciso di prendere un master in pubblica amministrazione alla Columbia University di New York.
Nel 2017, in risposta alla Brexit, ha fondato, insieme alle sue controparti francese e tedesca, un movimento politico paneuropeo, federale e progressista volto a contrastare i sovranismi nel resto dell'UE, caratterizzato dal colore viola in riferimento alla Women's March on Washington del 2017. 
L'idea di Venzon e degli altri due fondatori è stata sin da subito quella di costituire un partito politico europeo, attento ai temi politici globali dell'Unione Europea così da avviare un dibattito politico comune ai vari Stati membri.
Alle elezioni europee del 2019 il partito europeo ha presentato dei candidati per almeno sette Stati membri, con l'obiettivo di riuscire a costituire un gruppo europarlamentare indipendente. L'esito elettorale ha portato però alla sola elezione tedesca di Boeselager, il quale poi è confluito nel gruppo dei Verdi europei (Greens/EFA), continuando a mantenere la sua appartenenza in Volt. 
A seguito di questi eventi, sia Venzon che Cahen-Salvador hanno lasciato Volt per dedicarsi ad altre forme di attivismo politico.
È così che nell'ottobre del 2019, Venzon ha annunciato Atlas (in precedenza NOW!), un movimento globale volto a far collaborare cittadini da tutto il mondo per contrastare le grandi sfide del nostro tempo, individuate dal movimento in temi come il nazionalismo, il cambiamento climatico e la mancanza di uguaglianza di genere. Atlas è stato lanciato ufficialmente il 1º gennaio 2020.
Nel 2019 Venzon è stato scelto da Forbes Italia tra i 100 under 30 che potrebbero avere più influenza nel prossimo futuro.